# سیبنیتسا (سوپوت)
سیبنیتسا (به صربی: Sibnica) یک منطقهٔ مسکونی در صربستان است که در Sopot واقع شده‌است. سیبنیتسا ۶۸۶ نفر جمعیت دارد.